# Приозёрное (Акмолинская область)
Приозёрное (каз. Приозерное) — село в Сандыктауском районе Акмолинской области Казахстана. Административный центр Жамбылского сельского округа. Код КАТО — 116443100.

## География
Расположено на южном берегу озера Жаксы-Жалгызтау, в западной части района в 36 км на запад от центра района села Балкашино.

### Улицы[3][4]
- ул. Акантау,
- ул. Алихана Бокейханова,
- ул. Березовка,
- ул. Василия Белая,
- ул. Кайыма Мухамедханова,
- ул. Карагайлы,
- ул. Сауран,
- ул. Сарыарка,
- ул. Тауелсиздик,
- ул. Ыбырая Алтынсарина.

### Ближайшие населённые пункты
- село Жаксы-Жалгызтау в 7 км на севере,
- село Аканбурлык в 11 км на северо-западе,
- посёлок Шантобе в 13 км на юге.

## Население
В 1989 году население села составляло 1247 человек (из них русских 65%).
В 1999 году население села составляло 856 человек (418 мужчин и 438 женщин). По данным переписи 2009 года, в селе проживало 675 человек (329 мужчин и 346 женщин).
| Численность населения | Численность населения | Численность населения |
| 1989                  | 1999                  | 2009                  |
| --------------------- | --------------------- | --------------------- |
| 1247                  | ↘856                  | ↘675                  |